# 조쿠시촌
조쿠시(勅使村)은 이시카와현 에누마군에 존재했던 촌이다.

## 지리
- 현재의 가가시 동부. 에누마 평야와 구릉지대와 경계를 이루는 곳에 위치.
- 당시 호쿠리쿠 철도 연락선(아와즈선)이 마을을 지나 아와즈 온천, 야마나카 온천 등과 연결되었다.
- 당시 주요 산업은 구타니 도자기 제조(쓰샤, 사카에야, 마쓰야마), 기와 제조(마쓰야마, 우에노), 직물(쓰샤, 사카에야), 석재(우야) 등이다.

## 역사
- 1889년 4월 1일 - 정촌제 시행에 의해 11개 촌의 구역을 가지고 성립하였다.
- 1955년 1월 20일 - 야마시로정, 히가시타니구치촌과 합병해 새로운 야마시로정이 성립하였다.
- 1958년 1월 1일 - 이부리하시정, 다이쇼지정. 하시타테정. 가타야마즈정. 야마시로정, 난고촌, 미타니촌, 시오야촌이 합병해 가가시가 성립하여, 구촌은 11개의 오아자를 포함한 25개의 오아자로 계승되었다.

## 교통

### 철도
- 호쿠리쿠 철도
  - 렌라쿠선